# Les Sons cardinaux
Albums de Dominique A
Sur nos forces motrices
(2007) La Musique
(2009)
Les Sons cardinaux est le second album de compilations de Dominique A sorti en 2007. Il est composé d'un coffret de quatre CD comportant chacun quatre titres inédits ainsi que d'un livret proposant, pour chaque chanson, une illustration et un texte la présentant. Les illustrations comme les textes sont de Dominique A et sont manuscrits, que ce soit sur le coffret ou dans le livret. Il a été accompagné par la publication du livre de photos, d'entretiens et d'analyses consacrés à Dominique A et intitulé Les Points cardinaux de Richard Bertrand, publié aux éditions Textuel le 27 septembre 2007  (ISBN 2845972318).

## Liste des titres
| 1. | Agonie d'un soleil      |  |
| 2. | Tous les dimanches      |  |
| 3. | Il faut être un fantôme |  |
| 4. | Points de mire          |  |

| 1. | Un Albedo                    |  |
| 2. | Cent escaliers, cent paliers |  |
| 3. | Tout plutôt qu'aujourd'hui   |  |
| 4. | Un bon gars                  |  |

| 1. | Décrocher les trains         |  |
| 2. | Souled                       |  |
| 3. | La Renverse                  |  |
| 4. | Je ne me rappelle pas de moi |  |

| 1. | L'Azur                       |  |
| 2. | Endermonde                   |  |
| 3. | Le Pont face aux trois tours |  |
| 4. | Entre mes bras               |  |